# Diakonie Zentrum Spattstraße

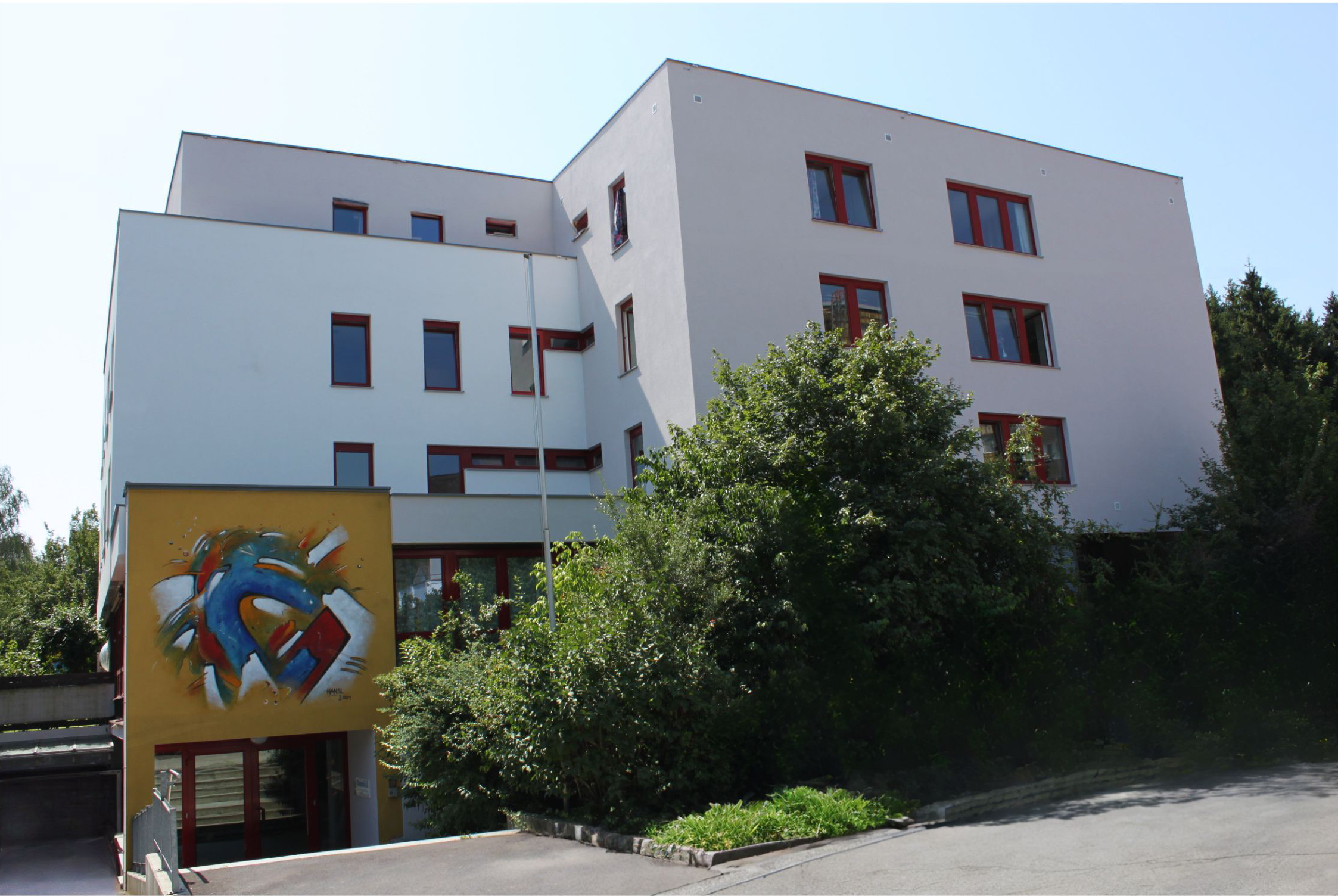
Diakonie Zentrum Spattstraße im Jahr 2012 – Unternehmenssitz

Das Diakonie Zentrum Spattstraße ist eine soziale Dienstleistungsorganisation mit Sitz in Linz, Österreich. Es wurde 1963 von der Evangelisch-methodistischen Kirche in Österreich als Zentrum Spattstraße gegründet und ist eine gemeinnützige GmbH. Das Diakonie Zentrum Spattstraße ist Mitglied der Diakonie Österreich, einem der fünf großen Wohlfahrtsverbände in Österreich.

## Tätigkeitsbereich
Das Diakonie Zentrum Spattstraße ist im Sozial- und Gesundheitsbereich tätig und unterstützt Kinder, Jugendliche und junge Erwachsene, vorwiegend in Oberösterreich, aber auch aus ganz Österreich. Die Schwerpunkte liegen in den Bereichen Sozialpädagogik, Heilpädagogik sowie medizinisch-therapeutische Versorgung.
Das Zentrum setzt sich für Chancengleichheit ein und bietet ein breites Leistungsspektrum, das von mobiler heilpädagogischer Frühförderung und Frühe Kommunikationsförderung bis hin zu sozialtherapeutischen Wohngruppen für junge Menschen mit Essstörungen reicht.
Mit der Schulassistenz und der persönlichen Assistenz an Bundesschulen unterstützt das Diakonie Zentrum Spattstraße Kinder mit sonderpädagogischem Förderbedarf und fördert Chancengleichheit in Schulen in ganz Oberösterreich. Auch in der Kinderbetreuung – in Krabbelstuben und Kindergärten – werden Kinder mit und ohne Behinderung in kleinen Gruppen betreut, darunter Integrationsgruppen, heilpädagogische Gruppen und eine spezielle Gruppe für Kinder mit Autismus.
Flächendeckend in ganz Oberösterreich betreibt das Zentrum im Auftrag der Österreichischen Gesundheitskasse (ÖGK) und des Landes Oberösterreich Netzwerke für „Frühe Hilfen“. Mit diesem mobilen Angebot werden Mütter mit Babys und Kleinkindern entlastet, unterstützt und zu passenden Hilfsangeboten geleitet.
Im Auftrag der Kinder- und Jugendhilfe bietet das Diakonie Zentrum Spattstraße mobile und stationäre Unterstützung für Familien. Durch mobiles Familiencoaching und sozialpädagogische Familienbetreuung werden Eltern gestärkt, damit sie ihre Aufgaben wieder selbstständig bewältigen können und sich die Kinder gut entwickeln. Das Unternehmen betreibt außerdem sozialpädagogische Wohngruppen und eine Krisenstelle, die jungen Menschen Unterstützung und einen sicheren Ort bietet.
Die Beratungs- und Therapieangebote umfassen Familien- und Erziehungsberatung, Beratung zu Pränataldiagnostik und Behinderung, Psychotherapie für Kinder und Jugendliche sowie Scheidungsberatung. Gruppenspezifische Angebote für Mütter mit Babys und Kleinkindern sollen Einsamkeit vorbeugen und bieten Unterstützung und Austauschmöglichkeiten.

### Spezialisierte Dienstleistungen
Das Diakonie Zentrum Spattstraße führt auch ein Sonderkrankenhaus für Kinder- und Jugendpsychiatrie, das medizinisch-therapeutische Unterstützung für seelisch verletzte Kinder bietet. In heilpädagogischen Wohngruppen werden Kinder mit psychiatrischen Erkrankungen behandelt und betreut.

### Innovation und Engagement für Inklusion
Basierend auf den praktischen Erfahrungen der Mitarbeiter und neuesten wissenschaftlichen Erkenntnissen entwickelt das Diakonie Zentrum Spattstraße kontinuierlich innovative und bedarfsgerechte Angebote. So erhalten sowohl Kinder mit als auch ohne Behinderungen, seelisch verletzte Kinder und Jugendliche sowie Familien in Krisen passende Unterstützung.
Das Diakonie Zentrum Spattstraße engagiert sich aktiv für die Förderung von Teilhabe und Inklusion von Kindern, Jugendlichen und jungen Erwachsenen, um ihnen eine gleichberechtigte Teilnahme am gesellschaftlichen Leben zu ermöglichen.

## Geschichte
1963 wurde das Zentrum Spattstraße gegründet. Am Beginn stand der Einsatz für Jugendliche, die auf sich allein gestellt zurechtkommen mussten. Aus dieser kleinen Einrichtung ist im Lauf der Jahrzehnte eines der größten sozialen Dienstleistungsunternehmen Oberösterreichs entstanden.

### Gründungsjahre

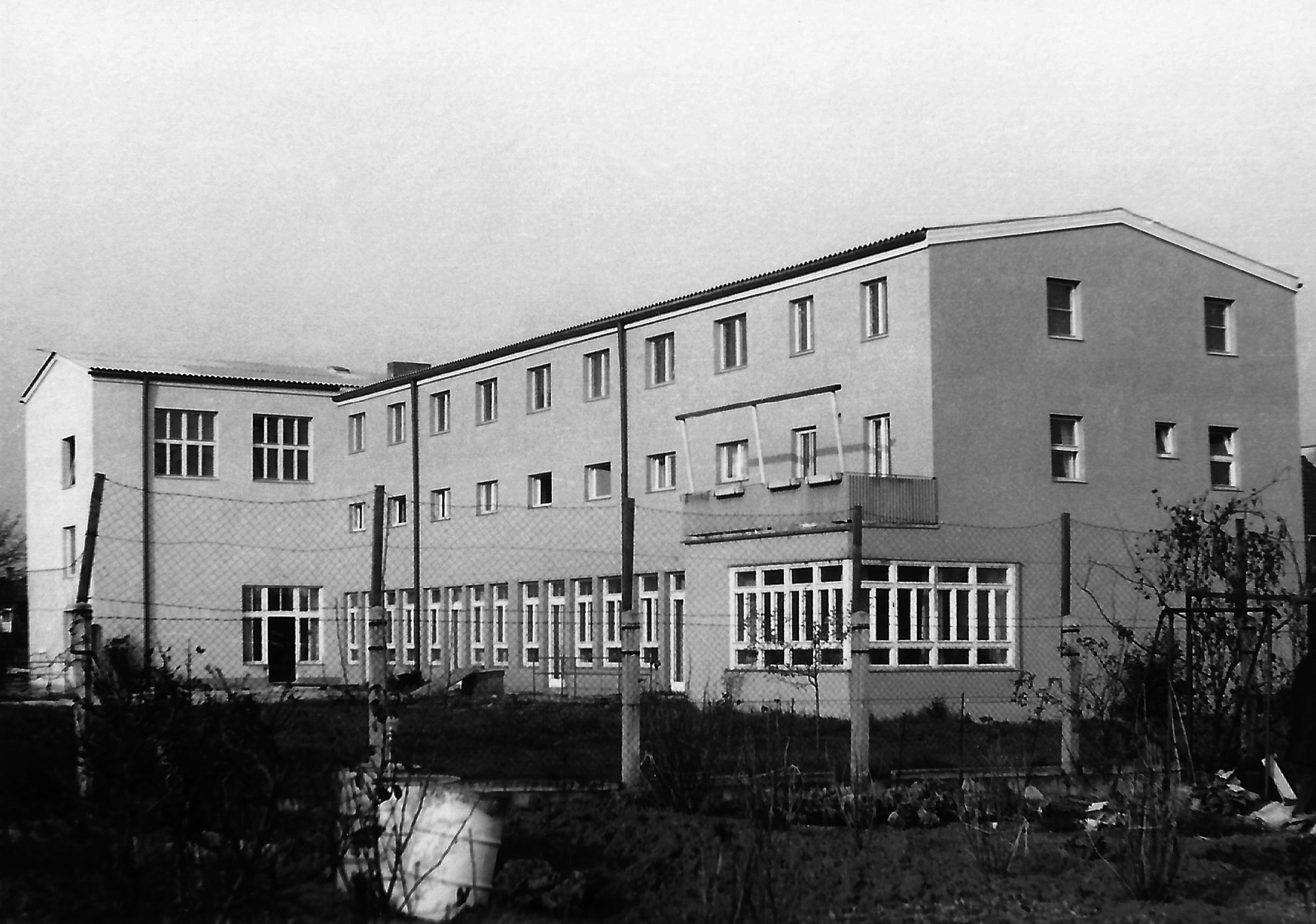
Jugendheim Zentrum Spattstraße nach dem Aufstocken 1963

1954 engagierte sich die Evangelisch-Methodistische Kirchengemeinde in Linz für ungarische Flüchtlingskinder. 1956 wurde ein Kindergarten in einer Baracke eröffnet.
1961 kam Familie Siegrist aus der Schweiz nach Linz und übernahm die Leitung des im Auslaufen begriffenen Burschen-Heims für ungarische Flüchtlinge in der Spattstraße.
1963 begann die Arbeit mit Mädchen im Auftrag des Magistrates Linz. Dies ist das Gründungsjahr des Zentrums Spattstraße. Drei Jahre später kommt eine Wohngruppe dazu, die das Selbständig werden der Mädchen begleitet.

### 1970er Jahre
Die 1970er Jahre waren geprägt vom Aufbau einer Sozialpädagogischen Station, die sich mit progressiven Aktionen zugunsten von Jugendlichen einen Namen macht.
Eine Burschen-Wohngemeinschaft ward eröffnet. Der Kindergarten übersiedelte in die Räume der Evangelisch-methodistischen Kirche in Linz. Ergänzend zu den Wohneinrichtungen ward Wert auf eine sinnvolle und tagesstrukturierende Beschäftigung der Jugendlichen gelegt. Werken, Werktherapie und eine Sozialpädagogische Werkstatt für Lehrlinge wurden begonnen.
Der Neubau in der Willingerstraße 21 ward 1976 in Anwesenheit von Bundespräsident Rudolf Kirchschläger eröffnet. Der Kindergarten ward in den Neubau übersiedelt.
Um die Beschulung der Jugendlichen sicherzustellen, ward 1979 im Haus die Expositur einer Hauptschule eröffnet.

### 1980er Jahre
In den 1980er Jahren entstanden Angebote für Kinder mit Beeinträchtigungen. Zeitgleich wurden herausragende erlebnispädagogische Projekte auf dem Schiff NOAH durchgeführt.
Im Kindergarten ward 1980 die erste Gruppe für Kinder mit Behinderungen eröffnet, der sechs Jahre später als Integrativer Kindergarten geführt ward.
1983 gewann die Arbeit mit Kindern an Bedeutung. Für die Arbeit in den Kindergruppen erhielt das Zentrum Spattstraße den Status als Sonderkrankenhaus für Kinder- und Jugendpsychiatrie. Die Innovationen dieser Jahre trugen die Handschrift des ärztlichen Leiters, Primar Werner Gerstl.
1984 wurden eine Familienberatungsstelle und Ambulanz eröffnet. Ein Jahr später wird analog zur Beschulung in der Hauptschule auch mit einer Volksschule im Haus begonnen.
1987 ward eine weitere Mädchenwohngruppe eröffnet. 1989 wurden mit der mobilen Frühförderung die ersten Familien mit Kindern mit Beeinträchtigung in ihrem vertrauten Umfeld unterstützt.

### 1990er Jahre
In den 1990er Jahren folgten für das Zentrum Spattstraße typische Innovationen: Seit 1991 ermöglichen Schulassistentinnen (vormals Schulbegleiterinnen) Kindern mit Behinderungen die Teilnahme am Schulunterricht. Kinder, mit Problemen im Sozialverhalten wurden ab 1992 in einer Heilpädagogischen Tagesgruppe und in der Heilstättenschule betreut.
1994 eröffnete die Krisen- und Notschlafstelle ihre Pforten. Vier Jahre später ward die erste Burschen-Wohngruppe in Niederösterreich eröffnet.

### Neugründungen ab 2000
Ab 2000 folgten weitere Neugründungen und Innovationen, sowohl im stationären als auch im mobilen Bereich.
2002 ward die gemeinnützige GmbH als Trägerorganisation gegründet. Der wirtschaftliche Direktor Gottfried Fux übernahm die Geschäftsführung.
Der Jugendbereich erfuhr eine Neu-Organisation. Die Sozialpädagogische Familienbetreuung begann mit ihrer Arbeit. Eine weitere Sozialpädagogische Wohngruppe ward eröffnet.
2004 ward erstmals Frühe Kommunikations-Förderung angeboten und unterstützt Kinder, die nicht sprechen können.
2008 ward eine Intensivpädagogische Burschenwohngruppe in Niederösterreich eröffnet.

### Innovationen ab 2010
Die erste Wohngruppe für junge Menschen mit Essstörungen in Österreich, die erste integrative Krabbelstube in Oberösterreich, eine flexible Kinderbetreuung für unter dreijährige Kinder entstanden in Linz.

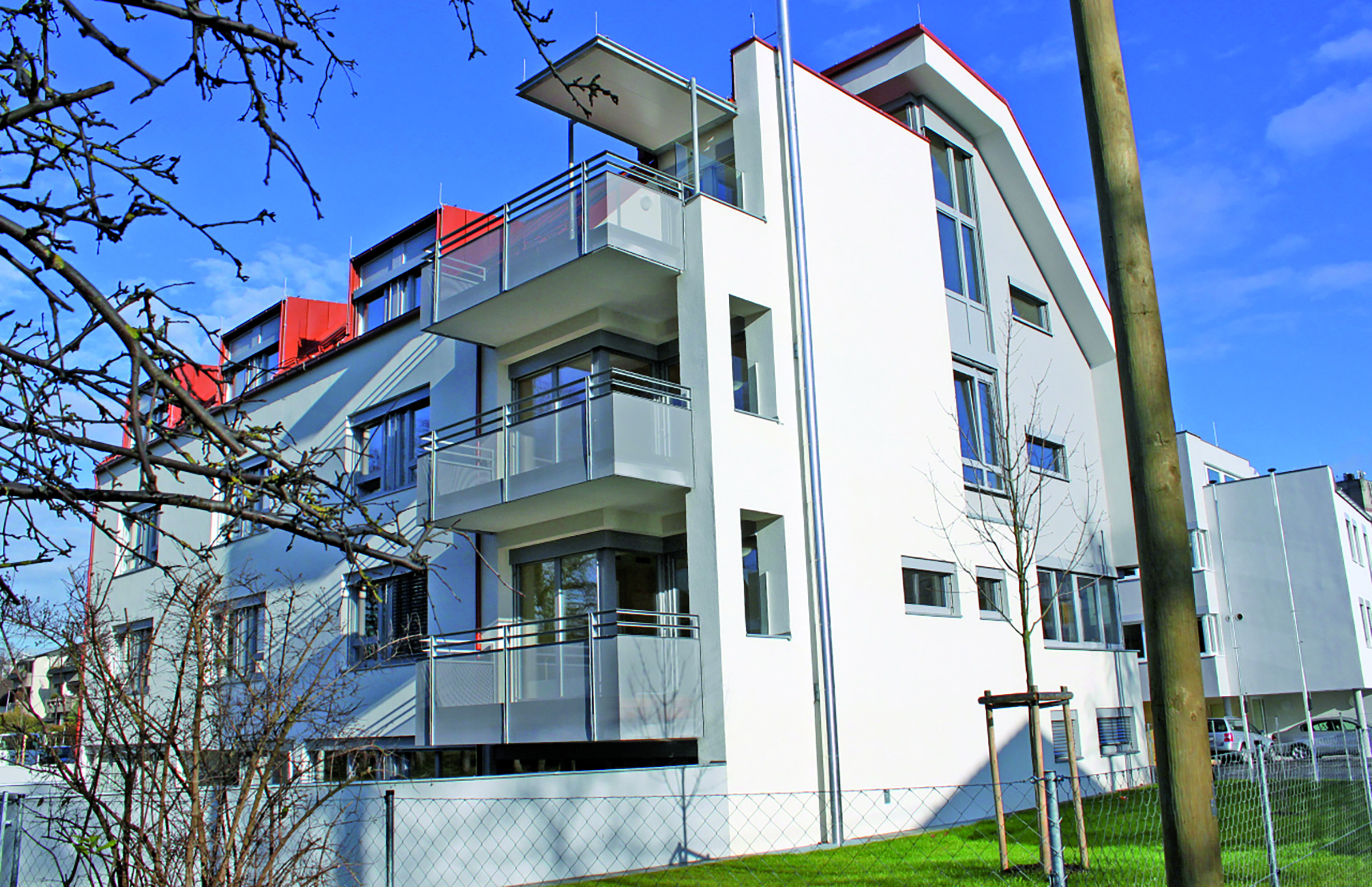
Sonderkrankenhaus für Kinder- und Jugendpsychiatrie 2012

2010 ward das neue Haus für die bestehende Burschenwohngruppe in Traun eröffnet. 2012 ward der Neubau des Sonderkrankenhauses für Kinder- und Jugendpsychiatrie bezogen und feierlich eröffnet.
Gottfried Fux übergab mit Jahresbeginn 2012 die Geschäftsführung an Andrea Boxhofer und Heinz Wieser.
2014 begann das Pilotprojekt Frühe Hilfen, das in den Folgejahren auf weitere Regionen in Oberösterreich ausgeweitet ward. Eine zweite Wohngruppe für junge Menschen mit Essstörungen ward eröffnet. Die mobile sozialpädagogische Betreuung ward um Einzelwohnbetreuung erweitert, vier Jahre später auch um Alltagshilfen.
2015 ward eine Wohngruppe für unbegleitete minderjährige Flüchtlinge eröffnet sowie eine WG für junge Erwachsene Flüchtlinge, um die Arbeit weiterzuführen.
2016 wurden Mutter-Kind-Treffs in Linz und Wels gegründet, um Mütter zu unterstützen und zu begleiten.
Seit 2018 kann Kinder- und Jugendlichenpsychotherapie auch Kindern und Jugendlichen zur Verfügung gestellt werden, die nicht im Diakonie Zentrum Spattstraße betreut werden.

### Präventive Angebote seit 2020
Während stationäre Wohngruppen und die Tagesgruppe weniger Zuweisungen erhalten, wurden präventive Angebote wie die Frühen Hilfen und das mobile Familiencoaching auf- bzw. ausgebaut.
Die Intensivpädagogischen Wohngruppen in Niederösterreich schlossen 2020 und 2022 ihre Tore. 2022 ward mit dem Mobilen Familiencoaching im Innviertel begonnen. 2023 ward das präventive Angebot auf die Bezirke Urfahr-Umgebung, Perg, Eferding und Grieskirchen ausgeweitet. Weiters erfolgt der Ausbau der Frühen Hilfen für Oberösterreich.
Heinz Wieser übernahm 2023 als alleiniger Geschäftsführer die Leitung der gemeinnützigen GmbH. Geschäftsführerin Andrea Boxhofer verabschiedete sich in die Pension.

## Arbeitsbereiche
Im Unternehmen Diakonie Zentrum Spattstraße arbeiten mehr als 1.150 Mitarbeiterinnen und Mitarbeiter in folgenden sieben Bereichen:
- Bildung (Schulassistenz, Persönliche Assistenz von Schülerinnen und Schülern an Bundesschulen sowie in Kindergärten, Horten und der Nachmittagsbetreuung)
- Chancengleichheit (Frühförderung, Frühe Kommunikationsförderung, Sozialtherapeutische Wohngruppen für junge Menschen mit Essstörungen)
- Frühe Hilfen
- Mobile Angebote der Kinder- und Jugendhilfen: Sozialpädagogische Familienbetreuung, Alltagshilfen, Einzelwohnbetreuung, Tagesstruktur, Familiencoaching
- Wohngruppen der Kinder- und Jugendhilfen: Sozialpädagogische Wohngruppen und Krisenstelle
- Pädiatrisch-therapeutische Angebote: Sonderkrankenhaus für Kinder- und Jugendpsychiatrie mit heilpädagogischen Kindergruppen, Familienberatung, Diagnostik und Therapie
- Krabbelstube und Kindergarten: Integrationsgruppen, Heilpädagogische Gruppen und Gruppe für Kinder mit Autismus.[6]

## Publikation
- 50 Jahre Neuland betreten. 1963–2013. Diakonie Zentrum Spattstraße. Verena Hahn-Oberthaler und Gerhard Obermüller. Herausgeber: Diakonie Zentrum Spattstraße, Linz 2013, ISBN 978-3-200-02978-1
- ElternTIPPs: Kinder mit Behinderung – Ratgeber für besondere Familien. Maria Hageneder, Andrea Boxhofer, Hannelore Kleiß. Herausgeber: Bundeskanzleramt – Sektion Familie und Jugend, Wien 2023